# Chega
Chega, officielt stiliseret som CHEGA!, (portugisisk: [ˈʃeɣɐ]; direkte oversat: Nok) er et nationalkonservativt, højrepopulistisk politisk parti i Portugal, der blev dannet i 2019 af André Ventura. Partiet er beskrevet som positioneret mellem højrefløjen og yderste højre i det politiske spektrum.
Partiets optagelse i registret over portugisiske politiske partier blev godkendt af forfatningsdomstolen 9. april 2019. Den 12. april 2019 meddelte partiet, at dets grundlægger André Ventura var spidskandidat til Europa-Parlamentet. Chega var en del af Basta!-koalitionen til valget til Europa-Parlamentet 2019 i Portugal. Ved det portugisiske parlamentsvalg i 2019 vandt partiet et enkelt mandat. Ved parlamentsvalget i 2022 fik partiet 7,2% af stemmerne, hvilket gav 12 mandater. Partiet gik yderligere frem til 48 mandater ved parlamentsvalget i 2024.

## Ideologi
Chega betegner sig selv som et parti med nationalistiske, konservative og personalistiske rødder. Det forsvarer et effektivt retssystem og ønsker at mindske statens indgriben i økonomien. Partiet præsenterer sig også som nationalkonservativt og socialkonservativt, og det fokuserer blandt andet på en stram retspolitik, herunder bekæmpelse af korruption. 
Partiet arbejder for lavere skatter, idet det betragter det nuværende skattesystem i Portugal som "brutalt og aggressivt over for dem, der arbejder og opbygger velstand", idet det "fjerner halvdelen af deres indkomster". Det forsvarer desuden en reduktion af både bureaukratiet og antallet af embedsmænd i det offentlige, idet det hævder, at det er en af hovedårsagerne til den "portugisiske konkurrencemæssige økonomiske tilbageståenhed".
Partiet støtter livsvarigt fængsel og kemisk kastration. Nogle medlemmer støtter også dødsstraf for forbrydelser som terrorisme eller børnemishandling; ved en intern afstemning i partiet i 2020 stemte 44 % for.
Partiet beskriver sig selv som en stærk fortaler for den vestlige civilisation, og positionerer sig som modstander af islamistisk ekstremisme. Det foreslår stærkere grænsekontrol og vil bekæmpe masseimmigration samt illegal immigration". Partiet er også blevet beskrevet som antiziganistisk. Partiet støtter integrationsforanstaltninger for immigranter og slår fast, at alle immigranter og udenlandske beboere er "forpligtet til at respektere vores regler, ritualer, skikke og traditioner." Partiet støtter også bilaterale aftaler og en begrænset indvandring fra tidligere portugisiske kolonier som Brasilien, portugisisk-talende afrikanske lande, Macau og Østtimor, mens det stiller sig mere kritisk over for ikke-vestlig indvandring. Partiet opfordrer også til en nultolerancepolitik over for ulovlig indvandring og udvisning af kriminelle indvandrere samt indvandrere, der ikke er i beskæftigelse. Partiet er også imod multikulturalisme og praktiseringen af sharia-lovgivning. Partiet er desuden modstander af øget ligestilling mellem kønnene.
Chegas holdning til EU er blevet beskrevet som euroskeptisk. Partiet erklærer, at det støtter de oprindelige "fire friheder" om fri bevægelighed for varer, kapital, tjenesteydelser og borgere blandt medlemslandene, men argumenterer for et "Europa af suveræne nationer forenet af fælles græsk-romerske og jødisk-kristne principper ". Chega er imod EU's indblanding i national politisk beslutningstagning i medlemslandene. Det opfordrer også Portugal til at føre en mere uafhængig udenrigs- og økonomisk politik fra Bruxelles og afviser obligatoriske EU-migrant- og flygtningekvoter. Desuden argumenterer partiet også for, at Portugal bør forlade EU, hvis EU forsøger at blive en føderal stat.

## Ledervalg
Chega afholdt 6. september 2020 et formandsvalg, hvor André Ventura blev genvalgt med mere end 99% af stemmerne uden at møde modstand. Partiets vedtægter er blevet afvist af forfatningsdomstolen flere gange for at koncentrere overdreven magt i hænderne på Ventura.
I 2020 blev det rapporteret, at der var en "guerilla-atmosfære" i partiet, hvilket var et resultat af spændinger mellem de forskellige fraktioner, der udgør partiet.

## Kritisk respons
De etablerede politiske partier i Portugal afviste forud for valget i 2024 at samarbejde med partiet.
På grund af partiets modstand mod etablissementet og mod indvandring og dets anti-islamistiske og populistiske holdninger har Chega været målet for adskillige kritikere, der bemærker, at partiet har ekstreme synspunkter om indvandring og minoriteter, herunder romasamfundet, modstand mod visse dele af Portugals forfatning, dets kritik af en slap retspolitik, og regeringens overforbrug.
Som svar på noget af mainstream-kritikken fordømte partiets formand, André Ventura, anklagerne om racisme og hævdede, at Chega forsvarer lige rettigheder og pligter, og at det "ikke ønsker et land, hvor minoriteter tror, at de har flere rettigheder end andre blot fordi de er være minoriteter". Den 27. juni 2020 organiserede partiet en protest med titlen "Portugal er ikke racistisk", hvor Ventura yderligere nævnte, at der ikke findes strukturel racisme i Portugal, og at den politiske venstrefløj bruger racisme som et påskud til at fremme politiske dagsordener.
Partiet er også blevet angrebet for at genbruge en let modificeret version af den tidligere portugisiske diktator António de Oliveira Salazars motto "Deus, Pátria, Família" (Gud, Fædreland, Familie). Partiet er blevet kritiseret for at have tilhængere af Salazar blandt medlemmerne.
The Global Project against Hate and Extremism (GPAHE), en amerikansk NGO med speciale i undersøgelsen af ekstremistiske bevægelser, advarede i en rapport fra 2023 om, at Chega bygger på en "modstand mod indvandring, modstand mod kvinder, modstand mod LGBT-personer, modstand mod romaer, modstand mod muslimer", ligesom Chega blev karakteriseret som et "konspiratorisk parti". Organisationen fremhæver også tilstedeværelsen af adskillige tilhængere af hvidt overherredømme, identitærere og nynazister blandt partiets medlemmer.
 En efterfølgende granskende artikel fra GPAHE fandt beviser for "mere ekstreme" medlemmer i Chegas ungdomsorganisation, herunder "tilhængere af hvidt overherredømme, fans af den tidligere diktator Antonio Salazar og fascistiske sympatisører", heriblandt tre formænd for lokalafdelinger af Chegas ungdomsorganisation.